# Mestre dels Roundels de Coburg
El Mestre d'Estudis de la confecció (alemany: Meister der Gewandstudien), també conegut com a Mestre dels Roundels de Coburg (alemany: Meister der Coburger Rundblätter) és el nom que es dona a l'autor molt productiu i multifacètic de finals del segle XV d'unes 30 pintures supervivents i més de 150 dibuixos supervivents. De fet, segons el Museu J. Paul Getty, fins a 180 dibuixos supervivents s'han atribuït a aquest mestre, que comprenen un dels cossos de dibuixos més extensos de qualsevol artista del nord d'Europa abans d'Albrecht Dürer. Per contra, s'ha suggerit almenys una vegada que tant el Mestre dels Estudis de la confecció com el Mestre dels Roundels de Coburg poden ser dues persones separades i que la seva obra és atribuïble a tot un cercle d'artistes.

## Identitat presumpta i cos de treball

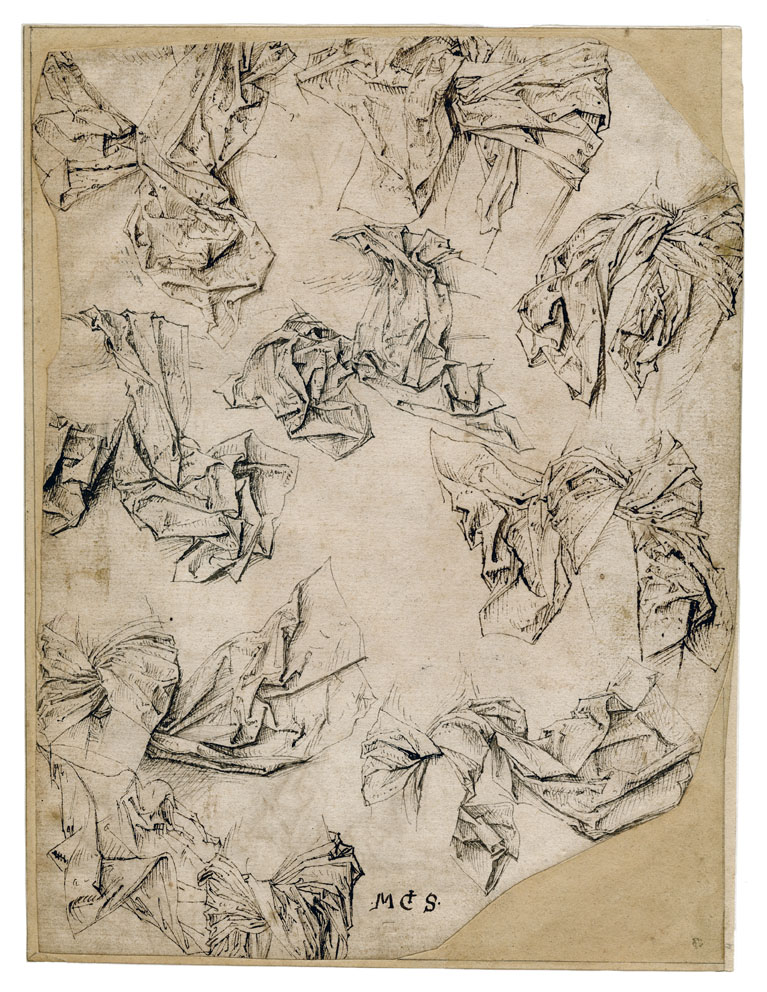
Un estudi de draperies (Cabinet des estampes et des dessins, Estrasburg)

Abans de lliurar-los al Mestre, molts dels seus dibuixos havien estat atribuïts per historiadors de l'art a persones com Dürer, Martin Schongauer o fins i tot l'artista conegut com Matthias Grünewald, amb qui en un moment es va identificar erròniament.
El Mestre d'Estudis de la confecció es va anomenar primer Mestre dels Roundels de Coburg, després de dos dibuixos circulars d'aproximadament 1485 guardats a la sala d'impremtes del Castell de Coburg a Baviera. Aquestes obres estan relacionades estilísticament amb molts dibuixos i esbossos que representen plecs de roba com mànigues, tapisseries o fins i tot peces senceres, dels quals el Mestre va treure ràpidament el seu segon nom. El nom de Master of the Coburg Roundels va ser donat per primera vegada per Ernst Buchner (1892–1962) el 1927, el nom de Meister der Gewandstudien va ser donat per primera vegada per Friedrich Winkler (1888–1965) el 1930.
Per consens general (incloent-hi els defensors de la teoria del cercle d'artistes), el Mestre dels Estudis de Drapers/dels Coburg Roundels va estar actiu a Estrasburg, Alsàcia, els anys 1475–1500, o 1470– 1497, o 1470–1500. Segons erudits com l'alemany Wilfried Franzen, el Mestre pot ser Heinrich Lützelmann, l'autor dels deu panells de La Passió de Crist, una comissió de l’església Santa Magdalena d'Estrasburg. Lützelmann podria haver estat un estudiant/deixeble de Hans Hirtz, un pintor influent registrat a Estrasburg des de 1421 fins a 1463 i que en general es pensava que era idèntic al  Mestre de la Passió de Karlsruhe. Segons Franzen, el Màster d'Estudis de Draperies és també l'autor d'un segon cicle de la Passió (vuit panells) conservat ara al Landesmuseum de Magúncia.
El Musée de l'Œuvre Notre-Dame conserva almenys dues pintures més atribuïdes al Mestre (conegudes en francès com a Maître des études de draperies o Maître des ronds de Cobourg). El Museu de Belles Arts de Dijon té quatre panells, el Museu J. Paul Getty en posseeix un, el Museu Nacional de Cracòvia en posseeix un altre, igual que el Museu de Belles Arts. de Lió, i la Staatliche Kunsthalle de Karlsruhe (un tríptic).
Una gran part dels dibuixos del Mestre d'Estudis de Draperies estan relacionats amb vitralls del taller del mestre d'Andlau, resident a Estrasburg, Peter Hemmel, encara que es discuteix si es van fer com a còpies després o com a esbossos preparatoris abans de la fabricació de les finestres. Hemmel, per cert, també va dissenyar finestres per a la mateixa església de Santa Magdalena (entre 1480 i 1481) per a la qual el Mestre va pintar La Passió de Crist (entre 1485 i 1490), la seva obra més gran que es conserva. Diversos dels dibuixos del Mestre es conserven en museus famosos com el Louvre, el Museu Britànic, el Museu Metropolitan d'Art, l'Albertina, la National Gallery of Art, i el Museu Unterlinden.